# Who's Afraid of Virginia Woolf? (film)
Who's Afraid of Virginia Woolf? is een Amerikaanse dramafilm uit 1966 en was het regiedebuut van Mike Nichols. Het scenario van Ernest Lehman is gebaseerd op het gelijknamige toneelstuk (1962) van de Amerikaanse auteur Edward Albee.

## Verhaal
George is een uitgebluste hoogleraar Geschiedenis. Hij en zijn vrouw Martha krijgen bezoek van Nick en diens vrouw Honey. Nick is een nieuwe hoogleraar Biologie aan de universiteit. Tijdens hun bezoek ontwikkelt zich gaandeweg een ruzie tussen George en Martha. Ze gebruiken hun gasten om elkaar te kwetsen.

## Rolverdeling
| Acteur           | Personage |
| ---------------- | --------- |
| Elizabeth Taylor | Martha    |
| Richard Burton   | George    |
| George Segal     | Nick      |
| Sandy Dennis     | Honey     |